# Jan Magnussen
 Der er flere personer med dette navn, se Jan Magnussen (atlet).
Jan Ellegaard Magnussen (født 4. juli 1973 i Roskilde) er en dansk racerkører, der bl.a har været fabrikskører for amerikanske General Motors, hvor han primært kørte i Corvette-biler indtil slutningen af 2020, hvor hans kontrakt udløb og ikke blev fornyet.

## Historie
Han har deltaget i 25 Formel 1-grandprixer, med debut den 22. oktober 1995 i Pacific Grand Prix i Aida, som afløser for en syg Mika Häkkinen. I 1996 kørte han i CART-serien i USA og Canada. I 1997-1998 havde han et fast sæde i Formel 1 hos Stewart-Ford-teamet. Teamets grundlægger Jackie Stewart beskrev Jan Magnussen som den mest lovende kører siden Ayrton Senna, så Jans manglende succes kom bag på mange. Jan scorede sammenlagt 1 point i sin Formel 1-karriere. Dette var i hans sidste F1-løb, det canadiske GP i 1998 i Montreal.
I 1998 kørte Magnussen i 7 CART-løb og et ALMS-løb. I 1999 og 2000 kørte han i ALMS for Panoz. I 2001 kørte han for Peugeot i Dansk Touring Car-serien (DTC), samt i 8 ALMS-løb. I 2002 kørte han ligeledes for Peugeot i DTC og i 10 ALMS-ræs.
Jan har væres fast som deltager i forskellige klasser i Le Mans 24-timers løbet hvert år siden 1999. Hans bedste resultater er sejrene i GTS-klassen i 2004 og i GT1-klassen i 2005 og 2006, alle 3 gange i en Chevrolet Corvette med Oliver Gavin og Olivier Beretta som holdkammerater.
I 2005 kørte Jan i en Toyota Corolla i Dansk Touring Car-serien for Team Den Blå Avis hvor han sluttede på andenpladsen efter Casper Elgaard.
Jan er stadig en meget aktiv kører. I 2006 kørte han i Danish Touringcar Championship (DTC) I en BMW 320si E90 for Den Blå Avis Fleggaard Racing og i en Pontiac GTO.R i den amerikanske Grand-Am serie med Paul Edwards som makker. Jan stillede i 2006 også op i visse ALMS-løb i en Corvette C6-R. Han vandt d. 18. februar 2006 12-timers-løbet i Sebring, USA. sammen med Oliver Beretta og Oliver Gavin.
I 2007 kørte Jan Magnussen igen for Den Blå Avis Fleggaard Racing i en BMW 320si E90 sammen med barndomsvennen Jason Watt. Efter fire ud af otte afdelinger, lå Jan på en delt andenplads i DTC mesterskabet.
Derudover er Jan blevet fast fabrikskører for Corvette-teamet i alle løb i den amerikanske Le Mans-serie, og i 24-timers-løbet Le Mans.
Den 11. juni 2010 blev det offentliggjort at Magnussen skulle have sin debut i NASCAR Sprint Cup Series i bil #09 for HendrickCars.com Chevrolet for Phoenix Racing, på Infineon Raceway, løbet forgik den 20. juni 2010. 
I sin Nascar debut sluttede Jan Magnussen som 12'er. Jan sluttede sin karriere i det amerikanske ved udgangen af 2020 da hans kontrakt udløb og ikke blev fornyet. Jan Magnussen kører dog forsat internationalt race, idet han i 2021 skal køre for det danske High Class Racing i LMP2 klassen under FIA World Endurance Championship. Samtidigt forsætter den danske del af karrieren hos LM Racing i TCR klassen.

## Familie
Jan Magnussens ældste søn, Kevin, er også racerkører, som i 2014 kørte 19 løb Formel 1 for McLaren. I 2015 fungerede han som reservekører hos McLaren, men vendte tilbage som permanent kører i 2016, da han skrev kontrakt med Renault F1. I 2017, 2018, 2019 og 2020 sæsonen kørte han Formel 1 for Haas F1 Team, og igen i 2022 og 2023. Kevin kører nu i samme serie som hans far gjorde indtil slutningen af 2020.